# Museum für Opfer politischer Unterdrückung
Das Museum der Opfer politischer Repression in Baku, Hauptstadt von Aserbaidschan, wurde 2019 in dem Gebäude eröffnet, in dem sich seit 1925 die wichtigsten Repressionsorgane des Staates, die Notstandskommission, das Volkskommissariat für innere Angelegenheiten und das Komitee für Staatssicherheit, befanden. Im Keller des Gebäudes gab es Haftzellen, Verhörräume und Orte, an denen Häftlinge erschossen wurden, die zum Tode verurteilt worden waren.
Die Ausstellung des Museums erzählt von den traurigsten Jahren der Geschichte Aserbaidschans, der repressiven Politik der UdSSR in den Jahren 1920–1950, die zur politischen Unterdrückung von Hunderttausenden Persönlichkeiten des öffentlichen Lebens und Staatsmännern, Vertretern von Kunst, Kultur, Wissenschaft und einfachen Bürgern führte.

## Um
Das Museum wurde am 24. Mai 2019 im Verwaltungsgebäude des Staatsgrenzdienstes im Rahmen der Veranstaltungen zum 100. Jahrestag des Grenzschutzes Aserbaidschans eröffnet. Nach 1925 waren in diesem Gebäude die wichtigsten Repressionsorgane des Staates tätig. Im Keller des Gebäudes befanden sich Zellen für Häftlinge, Verhörräume und Orte, an denen Todeskandidaten erschossen wurden.
Die Ausstellung des Museums besteht hauptsächlich aus politischen Dokumenten des Büros des Präsidenten der Republik Aserbaidschan, Dokumenten und Fotografien, die im Staats- und Film-Fotoarchiv der Nationalarchivabteilung Aserbaidschans und des Staatssicherheitsdienstes aufbewahrt werden, sowie Kompositionen von lokalen Künstlern. Einige Dokumente stammen aus russischen Archiven. Es gibt auch einige Dokumente, die vom „A.L.J.I.R“ Museum für politische Repression eingereicht wurden. Das Kulturministerium und das nach Abbasgulu Bakikhanov benannte Institut für Geschichte der Nationalen Akademie der Wissenschaften Aserbaidschans halfen ebenfalls bei der Vorbereitung der Ausstellung des Museums. Eine Tafel mit dem Titel „Sprechende Dokumente“ enthält Kopien von Dokumenten, die in den Jahren 1920–1930 im Zusammenhang mit der Repression im Hauptsaal des Museums angenommen wurden.
Die Tafeln in der Haupthalle des Museums sind den unterdrückten aserbaidschanischen Soldaten, Militäroffizieren, den Ehefrauen der in die Arbeitslager verbannten „Verräter“, den republikanischen Studenten und Intellektuellen gewidmet, die Opfer der Repression waren. Auf einer anderen Tafel sind Kopien von Akten und Dokumenten ausgestellt, die sich mit der Erschießung des Dichters Mikayil Mushfig, des Pädagogen Tagi Shahbazi, des Schauspielers Abbas Mirza Sharifzadeh und anderer befassen. Um den Besuchern einen Eindruck vom Verhalten der Bolschewiki gegenüber politischen Gefangenen während der Jahre der Repression zu vermitteln, wurden die Haftzellen, Einzelhaft-, Verhör- und Schießräume des Museums durch historische Rekonstruktion restauriert. Es gibt auch Kompositionen in den Fluren, die den Protest gegen illegale Verhaftung und Freiheit symbolisieren. Die Kompositionen „Whirlwind of Repression“ und „In the Light of Hope“ bringen symbolisch das Leid und die Nöte der im Gefängnis lebenden und aus ihrer Heimat vertriebenen Aserbaidschaner zum Ausdruck.